# Проспект 40-летия Победы
Проспе́кт 40-ле́тия Побе́ды — один из проспектов города Ростова-на-Дону.

## География
Целиком располагается в микрорайоне Александровка Пролетарского района и является его основной транспортной магистралью. Начинается от слияния улиц Черевичкина и Сарьяна, большую часть протяжённости идёт в восточном направлении, ближе к концу микрорайона сворачивая на северо-восток и затем, при спуске в Кобякову балку, на север, заканчиваясь развязкой с М4.
Номера домов увеличиваются с запада на восток.

## Транспорт
Проспект является одной из основных транспортных артерий не только района, но и города, обеспечивая выход транспорта на основную автомагистраль области в целом, а также в рекреационные зоны левого берега Дона и город Аксай. По большей части проспекта следуют автобусы 14, 54, 55, 63, 66, 68, 70, 80, 82 и троллейбус 22.

## История
Формирование проспекта началось с 1961 года, после присоединения Александровки к Ростову-на-Дону. Проспект проложили по северной окраине станицы, по трассе существовавшей ранее дороги в Аксай. И по сей день на чётной (южной) стороне проспекта преобладает малоэтажная частная застройка, а на нечётной — многоэтажная многоквартирная. До 1985 года проспект именовался Аксайской улицей. До конца 1980-х застройка по южной стороне восточной оконечности проспекта (посёлок Геофизик) административно относилась к городу Аксай, хотя сам проспект был территорией Ростова.
В 1985 году одновременно с переименованием в начале проспекта был установлен памятный знак в честь 40-летия Победы в Великой Отечественной войне.